# St. Ulrich (Wangen)

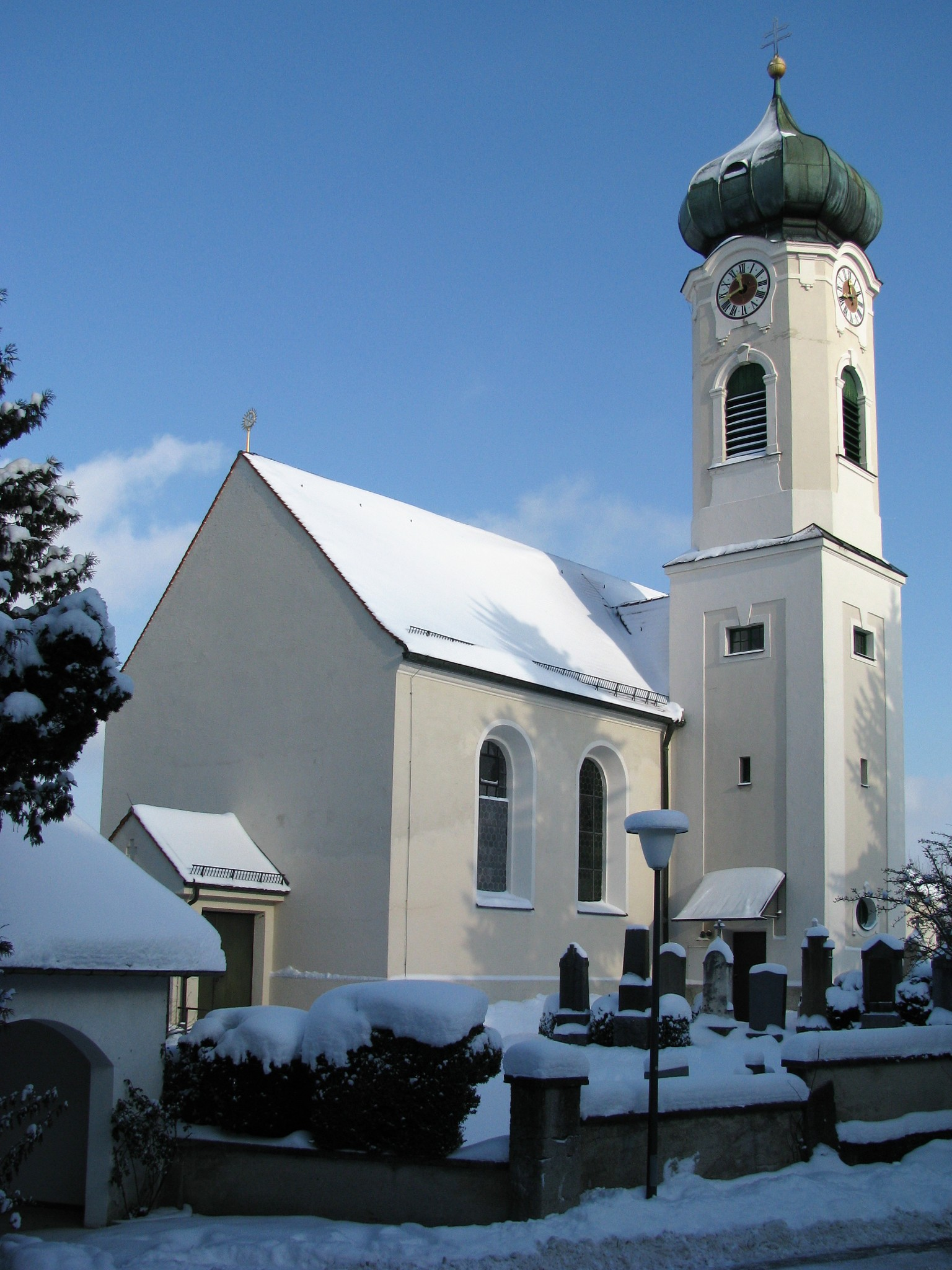
Kirche St. Ulrich in Wangen

Die katholische Kuratiekirche St. Ulrich in Wangen, einem Stadtteil von Starnberg, ist ein spätbarocker Saalbau, der im frühen 18. Jahrhundert an der Stelle wesentlich älterer Vorgängerkirchen errichtet wurde. Die Kirche gehört zu den geschützten Baudenkmälern in Bayern.

## Geschichte

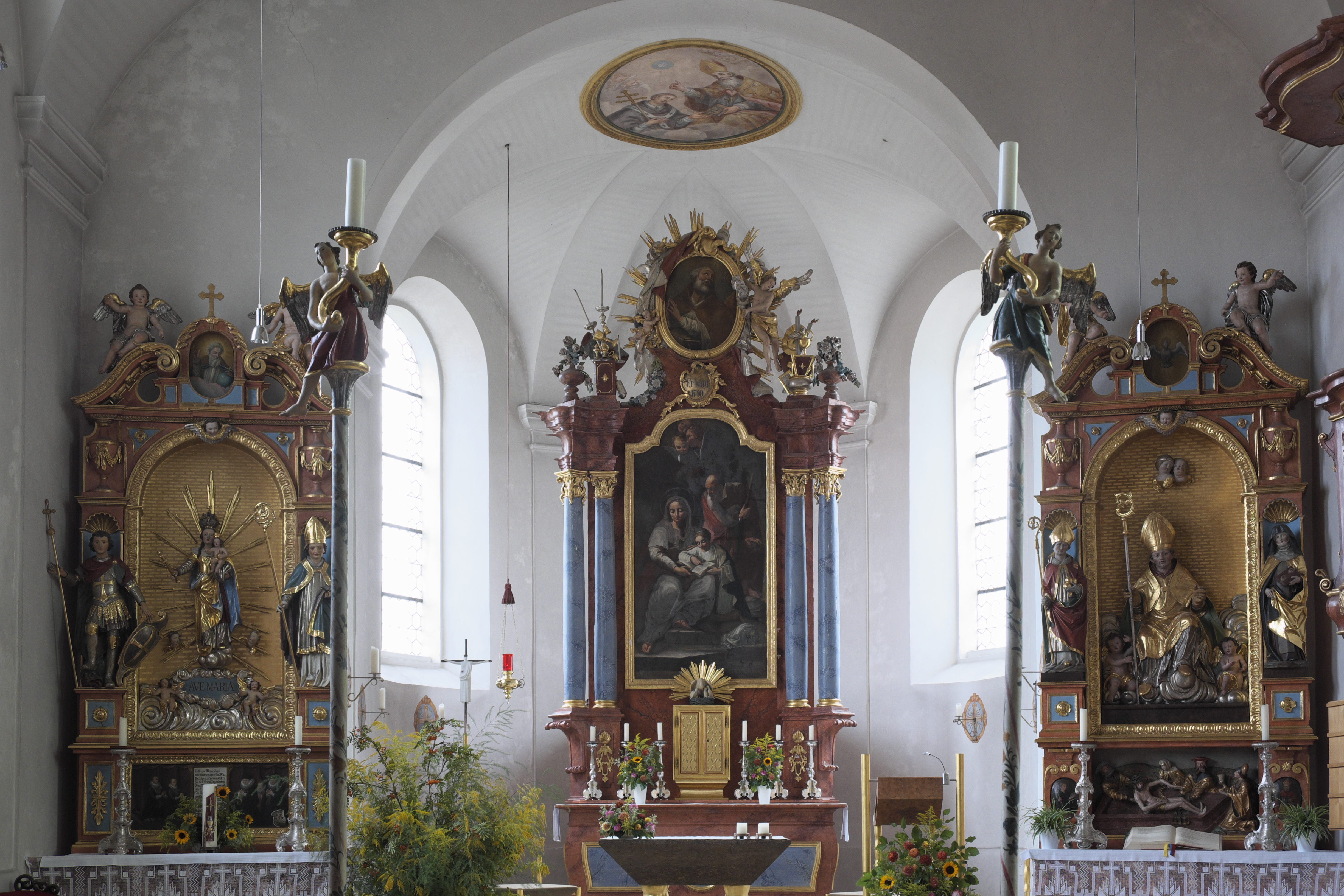
Hauptaltar und Seitenaltäre

In einer Urkunde des Klosters Polling aus dem Jahr 1010 ist das Dorf Wangen erstmals schriftlich erwähnt. Die Wangener Kirche wird in der Konradinischen Matrikel, dem 1315/16 erstellten Güterverzeichnis des Bistums Freising, als eine Filiale der Pfarrei Aufkirchen aufgeführt.
Im Jahr 1736 wurde die heutige Kirche durch den Wolfratshauser Maurermeister Georg Lettner neu errichtet. Bis 1920 blieb St. Ulrich Filialkirche der Wallfahrtskirche Mariä Himmelfahrt in Aufkirchen, danach wurde Wangen zur Expositur und 1956 wurde es Kuratie.

## Patrozinium
Obwohl Wangen schon in früher Zeit zum Bistum Freising gehörte, ist die Kirche dem heiligen Ulrich geweiht, dem Augsburger Bistumspatron. Die große Verehrung des Bischofs von Augsburg wird seiner Rolle bei der Schlacht auf dem Lechfeld im Jahr 955 und seiner frühen Heiligsprechung, die bereits im Jahr 993, zwanzig Jahre nach seinem Tod erfolgte, zugeschrieben. Das Ulrichspatrozinium legt die Vermutung nahe, dass die Gründung der Wangener Kirche in den ersten Jahrzehnten nach dieser Heiligsprechung erfolgte.

## Architektur

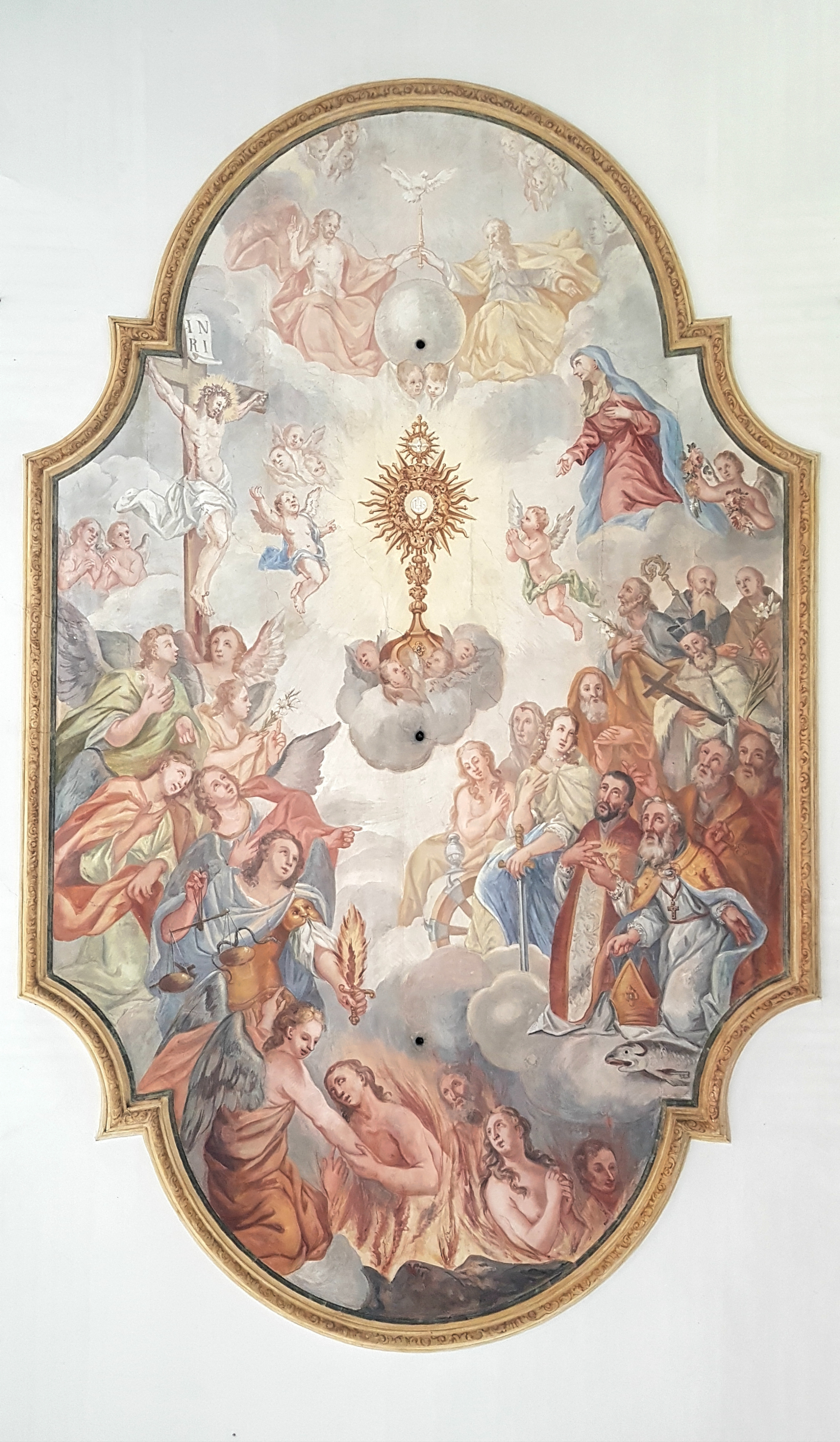
Langhausfresko Sieben Zufluchten

An der Südseite des Langhauses steht der 1908 von dem Münchner Architekten Franz Xaver Boemmel erbaute Glockenturm, der den ursprünglich über der Westfassade errichteten barocken Dachreiter ersetzte. Wie schon der ehemalige Dachreiter ist auch der heutige Turm mit einer Zwiebelhaube gedeckt. Der zuvor an der Südwestseite gelegene Eingang wurde 1926 an die Westfassade verlegt.
Das einschiffige Langhaus ist in drei Achsen gegliedert, der eingezogene Chor ist halbrund geschlossen. Chor und Langhaus werden von abgeflachten Stichkappentonnen gedeckt, die auf flachen Pilastern mit schlichten, profilierten Kapitellen aufliegen. Große Rundbogenfenster beleuchten den Innenraum.

## Deckenmalereien
Die Deckenfresken im Chor und im Langhaus wurden vermutlich von Benedikt Dersch aus Wolfratshausen ausgeführt.  Auf dem Deckenbild im Chor ist die Übergabe der Ordensregeln durch den heiligen Augustinus an einen Mönch, vielleicht Norbert von Xanten, den Begründer des Prämonstratenserordens, dargestellt. Das Langhausfresko ist den Sieben Zufluchten gewidmet.

## Ausstattung

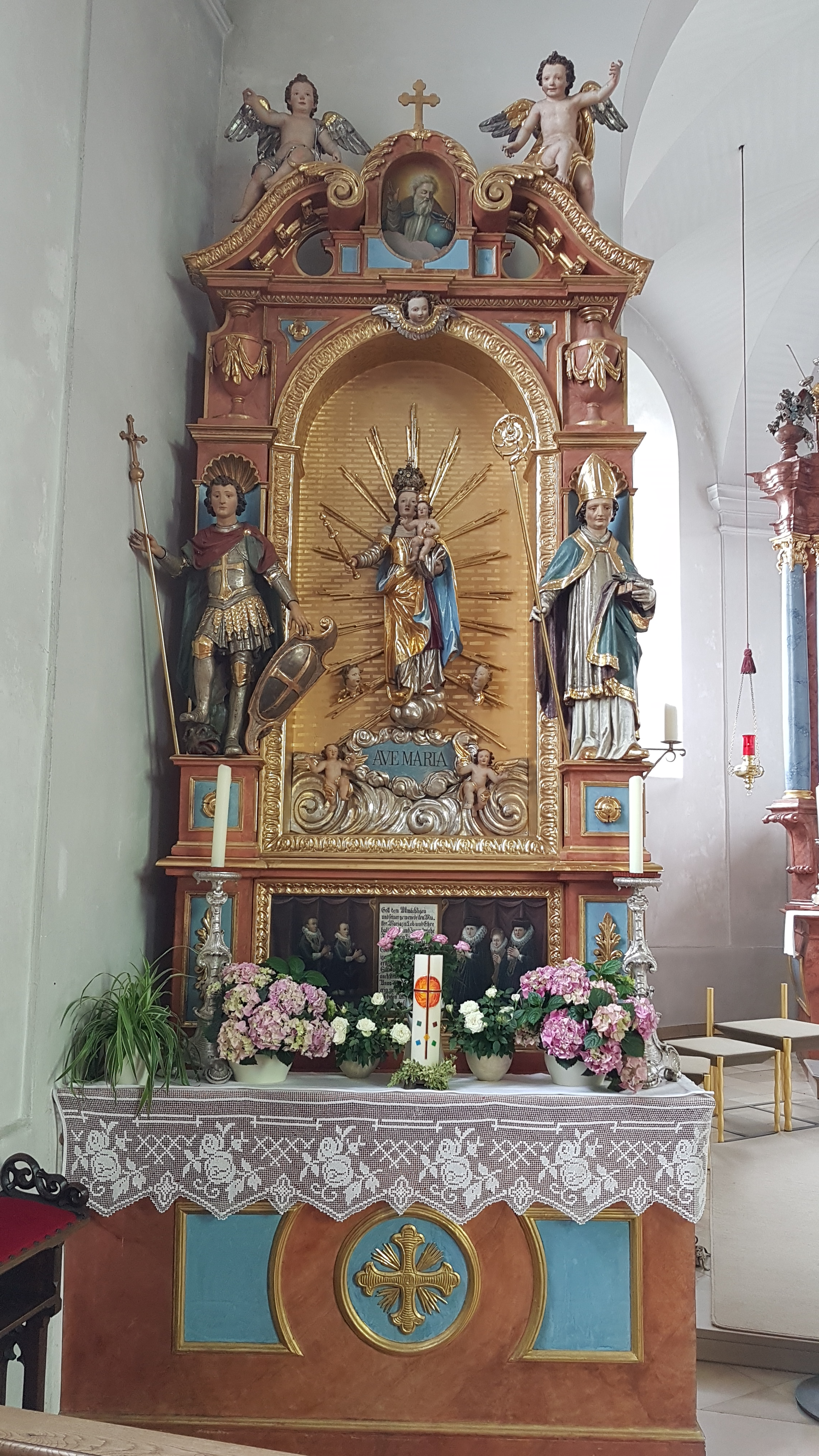
Linker Seitenaltar

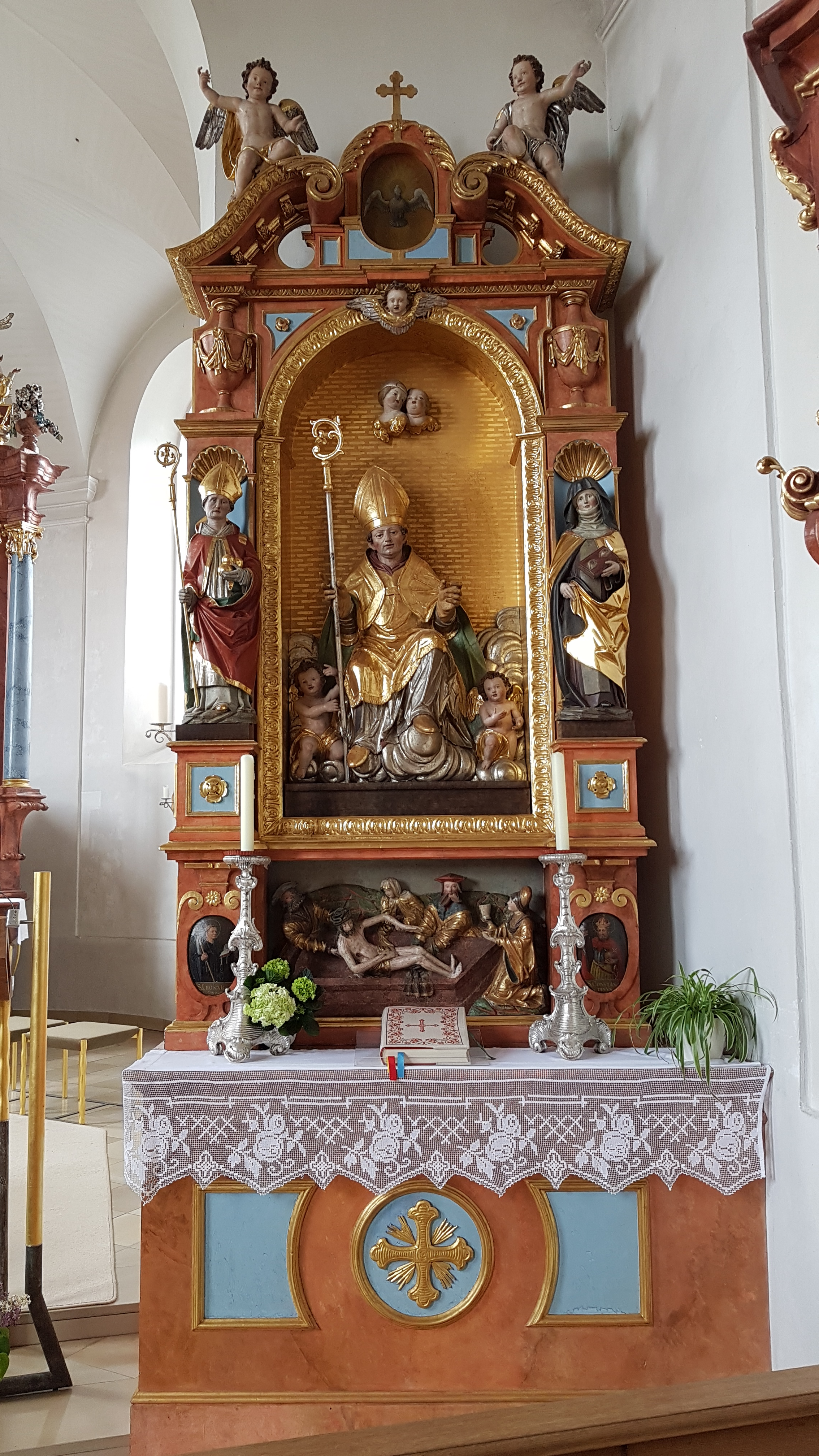
Rechter Seitenaltar, Predella mit dem Relief der Grablegung Christi

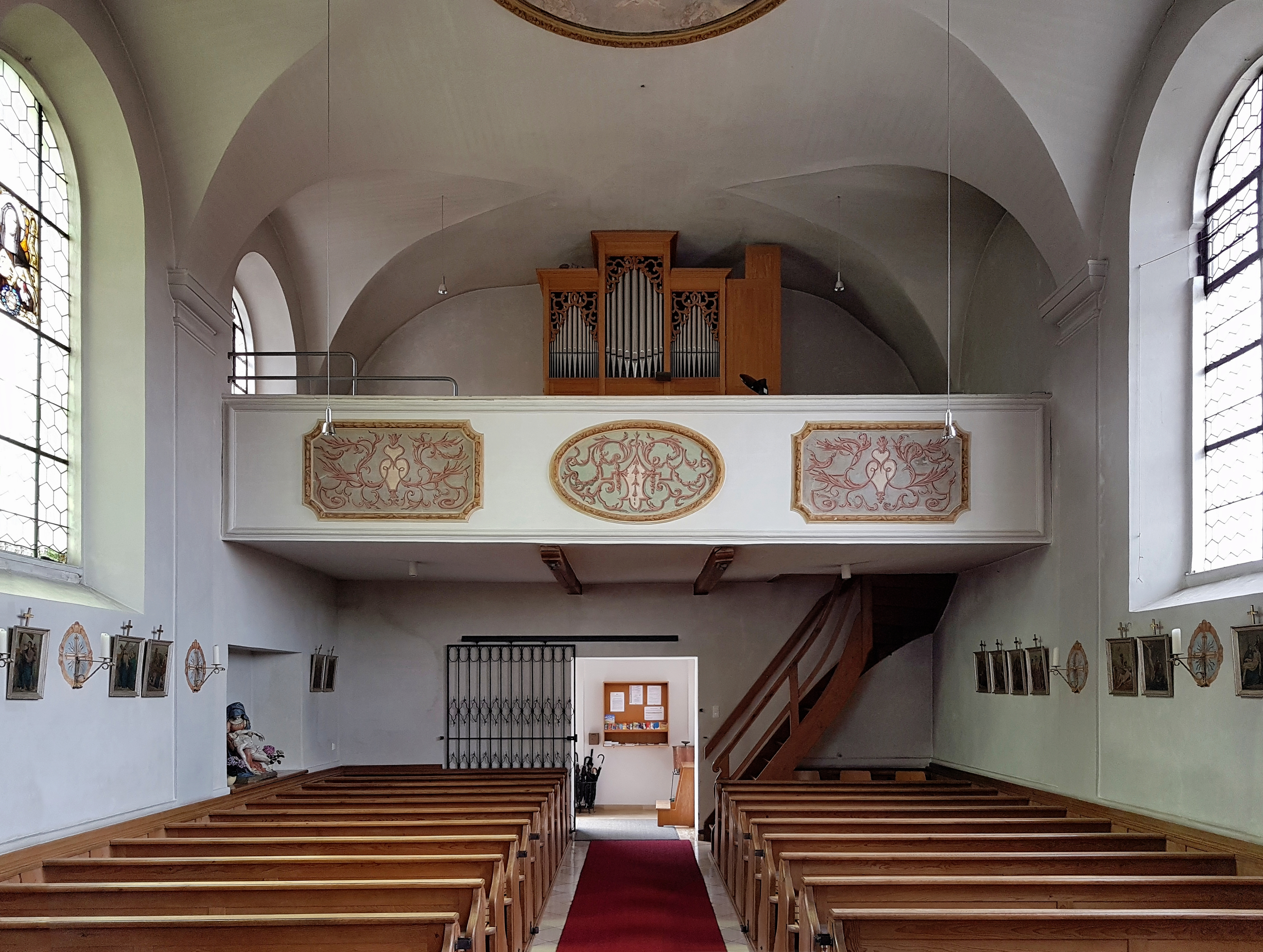
Die Orgelempore

- Der viersäulige Hochaltar von 1740 rahmt ein Gemälde der Unterweisung Mariens, das dem Münchner Hofmaler Balthasar Augustin Albrecht zugeschrieben wird. Der Altarauszug wurde um 1770 im Stil des späten Rokoko neu gestaltet, das Auszugsbild stellt den Kirchenpatron, den heiligen Ulrich, dar.
- Die frühbarocken Seitenaltarretabel stammen ursprünglich aus der Kirche Heilig Kreuz in Freiham im Münchner Stadtteil Aubing. Die beiden mit den Retabeln entstandenen Figuren am linken Altar stellen den heiligen Georg und den heiligen Benno von Meißen[3] bzw. den heiligen Ulrich von Augsburg[6][7][8][9] dar. Die beiden Figuren am rechten Altar, der heilige Nikolaus und die heilige Odilia, wurden kurz nach 1500 geschaffen. Die Figuren in den Mittelnischen der beiden Seitenaltäre, eine barocke Madonna im Strahlenkranz und eine frühbarocke Sitzfigur des heiligen Ulrich aus der zweiten Hälfte des 17. Jahrhunderts, wurden in den 1950er Jahren an ihrem heutigen Standort aufgestellt. Die Figur des heiligen Ulrich war wahrscheinlich die Mittelfigur des Altars der Vorgängerkirche. Die Predella des rechten Altars enthält ein Relief mit der Darstellung der Grablegung Christi. Die Schnitzarbeit stellt das kostbarste Kunstwerk der Kirche dar. Sie stammt aus der Zeit um 1520 und wird der Werkstatt des Meisters von Rabenden zugeschrieben.
- Der neue Zelebrationsaltar wurde 2000 von Carola Heine geschaffen.[3]
- Aus der Bauzeit der Kirche stammt die barocke Kanzel, deren Schalldeckelbekrönung nicht mehr erhalten ist.
- Die Orgel wurde 1984 von Orgelbau Pirchner gebaut. Sie hat zwei Manuale und acht Register.[10]